# 西安市
西安市（せいあん/シーアン-し、簡体字中国語: 西安市、拼音: Xī'ān、英語: Xi'an）は、中華人民共和国陝西省の省都であり、古くは中国古代の諸王朝の都となった長安である。国家歴史文化名城に指定され、世界各国からの観光客も多い。経済的重要性から大幅な自主権をもつ副省級市にも指定されている。

## 概要

### 地名について
西安（西京）とは「西の首都」の意味である。一般的に東アジアの伝統では、首都の名前をこのようにつけることが多かった。例えば、日本の東京やベトナムのトンキン（東京）は、「東の首都」を意味する。日本の東京は、首都を意味する京都からの方角をもとにしており、「北京」、「南京」、「西京（長安、西安）」は、中国の内陸部にある洛陽からの方角をもとにしている。

## 地理

### 位置
西安市は、渭河流域中部の関所盆地にあり、東経107.40度 - 109.49度、北緯33.42度 - 34.45度
北は渭河と黄土高原に、南は秦嶺に、東は零河と灞源山地を境に、華県、渭南、商州、洛南県と接触している。西は太白山地と青化黄土台を境に、眉県、太白県と境を接し、南から北秦嶺の稜線には、仏坪県、寧陝県、柞水県との境界がある北は渭河に至るまで、東北の渭河は、咸陽市街地、楊凌区、三原、涇陽、興平、武功、扶風、富平等県市と隣接している。
管轄東西の長さは約204キロ、南北は約116キロである。2016年には、西安面積は9983平方キロメートルであり、このうち、市街地は1066平方キロメートル。

### 地形
西安市の地質的な構造は、秦嶺にある一帯と華北の2大ユニットを兼ねている。今から約1億3000年前の燕山運動の時期に国を連れてきた秦嶺の北の麓には、今から約300万年前の第3期の後では、大断されているのは、南の秦嶺の溝が新しい構造で活動していて、山を見ていると、南の方が高く昇進し、秦嶺山脈を作ることになる。これと同時に、北にある中国の渭河では北華地にある渭河が落ち、風により黄土に覆われ、さらに渭河の堆積の作用で、渭河平野が形成された。西安市の海抜高度差は全国の各都市の冠を占めている高く険しい、群山の競演にある秦嶺の山地は、地との揺れが伸びやか、平坦な地の沃野の渭河平野の境目が明らかになり、西安市の地形の主体を構成している。秦嶺山脈は海抜2000メートル - 2800メートル、西南端太白山峰は標高3867メートルで、大陸部の最高峰となった渭河平原は海抜400メートル - 700メートルで、東北端の渭河の川底では標高345メートルが最も低い西安市は渭河平原の二段階に建てられた河川。西安では河川網が密集しており、合計54本の川がある。このうち、渭河、涇川、石川河系の国境川があり、その他の河川は、秦嶺の山地や驪東南の丘陵に由来しており、ほとんどの河川は南から北へ渡って渭河の平野を経て、渭河を注入してきた黄河流域面積は全市の延べ面積の98.46%を占めている。西安のどの川の流域面積の面積は差が大きい。黒河の流域面積1000平方キロメートル以上あると灞河と灃河。
上記3つの河川の流域面積面積は82.37%だった 秦嶺山地の渭河の南側の支流では、秦嶺北坡の傾斜が急で溝谷が深く、谷峰の合間には、川が流れ、川には次のような構造的な特徴がある。1は南と西北に向かって行く。川は秦嶺山地の溝に沿って南に向かっていた。しかし、この地形の斜面は南東から西北に流れており、地質構造の断裂帯もおおむね東南の西北に向かって行っており、水の流れの流れに沿って移動している。2は川の幅が縦に高くなっている各河川の上流の段が秦嶺の山地を流れている時、谷が深く、坂が急で、急に流れているまた、このようなことができるようになると、水の流れが緩やかになる。3は下流河川の横に揺れているのが、蛇行した川の特徴を持っている渭河が北に移転し、灞河が東から西に振し、灃河が西から東に移転し、潏河と滈河交代が氾濫し、生地展布の古水路の形成している。4は上流の川が曲がりくねり、多くの峡谷が危険である秦嶺の北側には約70カ所のところがある。5は川底の堆積物である河の源から河口へと、勾配が下がり、川が砂の力を低下させ、その上に位置したものが下流に形成されており、規則正しい分布がある。光流の時空分布が非均一であることは、西安内の河川の共通の特徴である。豊水年と枯れた水の数を4 - 7倍にして、一部の山間地帯の支流の数年は10倍の差がある。川の下流は枯れても、基本的な流れを遮断している川の中では年内の流量も大きく変化しており、毎年2月には枯水期に発生しており、径の量は年間量の2%にすぎず、断流現象で、7月 - 10月の増水期には前年の総総量の45% - 56%を占めている。

### 気候
西安市のうち平野部は温暖な温帯性・半湿性の季節風気候（ケッペンの気候区分ではステップ気候Bskと温暖冬季少雨気候Cwaの境界）であり、四季が明瞭である。1月の平均気温は0.2℃であり、1955年1月6日には最低気温-20.6℃を記録した。7月の平均気温は27.3℃であり、1998年6月21日および2017年7月24日には最高気温41.8℃を記録した。年平均気温は14.7℃、年平均降水量は542mm、年平均湿度は63.3%、年平均降雪日は13.8日である。
| 西安市，2015–2024年平均の気候                                          | 西安市，2015–2024年平均の気候 | 西安市，2015–2024年平均の気候 | 西安市，2015–2024年平均の気候 | 西安市，2015–2024年平均の気候 | 西安市，2015–2024年平均の気候 | 西安市，2015–2024年平均の気候 | 西安市，2015–2024年平均の気候 | 西安市，2015–2024年平均の気候 | 西安市，2015–2024年平均の気候 | 西安市，2015–2024年平均の気候 | 西安市，2015–2024年平均の気候 | 西安市，2015–2024年平均の気候 | 西安市，2015–2024年平均の気候 |
| 月                                                                     | 1月                           | 2月                           | 3月                           | 4月                           | 5月                           | 6月                           | 7月                           | 8月                           | 9月                           | 10月                          | 11月                          | 12月                          | 年                            |
| ---------------------------------------------------------------------- | ----------------------------- | ----------------------------- | ----------------------------- | ----------------------------- | ----------------------------- | ----------------------------- | ----------------------------- | ----------------------------- | ----------------------------- | ----------------------------- | ----------------------------- | ----------------------------- | ----------------------------- |
| 平均最高気温 °C （°F）                                                 | 6.3 (43.3)                    | 10.4 (50.7)                   | 17.7 (63.9)                   | 23.1 (73.6)                   | 27.8 (82)                     | 32.2 (90)                     | 33.3 (91.9)                   | 32.4 (90.3)                   | 27.0 (80.6)                   | 19.3 (66.7)                   | 13.4 (56.1)                   | 7.5 (45.5)                    | 20.87 (69.55)                 |
| 日平均気温 °C （°F）                                                   | 1.6 (34.9)                    | 5.0 (41)                      | 12.1 (53.8)                   | 17.1 (62.8)                   | 21.6 (70.9)                   | 26.3 (79.3)                   | 27.9 (82.2)                   | 27.2 (81)                     | 22.1 (71.8)                   | 14.7 (58.5)                   | 8.8 (47.8)                    | 2.8 (37)                      | 15.6 (60.08)                  |
| 平均最低気温 °C （°F）                                                 | −2.0 (28.4)                   | 0.9 (33.6)                    | 7.6 (45.7)                    | 12.1 (53.8)                   | 16.5 (61.7)                   | 21.2 (70.2)                   | 23.6 (74.5)                   | 23.3 (73.9)                   | 18.4 (65.1)                   | 11.4 (52.5)                   | 5.4 (41.7)                    | −0.8 (30.6)                   | 11.47 (52.64)                 |
| 出典：China Meteorological Administration all-time extreme temperature |                               |                               |                               |                               |                               |                               |                               |                               |                               |                               |                               |                               |                               |

### 地域

#### 行政区画
下部に11市轄区・2県を管轄する。
- 市轄区：
  - 未央区・新城区・碑林区・蓮湖区・雁塔区・灞橋区・臨潼区・閻良区・高陵区・長安区・鄠邑区
- 県：
  - 藍田県・周至県

| 西安市の地図                                                                                              |
| --- |
| 1 2 3 灞橋区 未央区 雁塔区 閻良区 臨潼区 長安区 高陵区 鄠邑区 藍田県 周至県 1. 新城区 2. 碑林区 3. 蓮湖区 |

## 歴史
西安の古称は長安であり、かつては鎬京、西都、西京、大興、京兆、奉元等とも称された。

### 古代
古代より政治の中心地として西周から秦、漢から隋、唐の都城と十三の王朝の都として二千数百年の歴史を有す古都である。

### 中世
1369年（洪武2年）、明朝は元朝の奉元路を廃止し西安府を設置、これが西安の名称の初見である・明末の李自成の反乱に際しては、西安に入城した李自成は一時長安と改称したが、清朝により再び西安と改称され中華民国まで沿襲された。1928年、西安に初めて市制が施行され省轄市としての西安市が成立した。1948年には国民政府行政院轄市に改編、中華人民共和国成立後は延安に代わって陝甘寧辺区の首府となり、西北行政区轄市、中央直轄市、計画単列市と改編が続き、1954年に陝西省の省都、副省級市となって現在に至っている。

### 近現代
1900年の義和団の乱では西太后ら皇族が戦火の北京を逃れ西安に避難している。また1936年には国共合作による日本政府への対抗を目指す張学良が蔣介石を軟禁した西安事件の舞台となった都市でもある。1932年（民国21年）には西安は「西京」に改名して中華民国の副都とされたが、1943年には西安に戻った。
日中戦争時には日本軍の空襲を何度も受けた。

### 現代
2004年、西北大学が日本人遣唐留学生井真成の墓誌を市内から発見して話題となったこともある。
2021年12月23日、西安市は新型コロナウイルスの感染症拡大を防ぐためロックダウンを実施。人口1300万人の都市封鎖は2020年に感染が深刻化した武漢市以後、最大規模となった。住民は買い出し以外は外出が制限されたほか、市外への不要不急の移動は禁止された。その後もコロナウイルスの感染は続き、2022年4月16日には再びロックダウンが実施された。

### 年表
この節の出典

#### 陝西省西安市（第1次）
- 1949年10月1日 - 中華人民共和国陝西省西安市が発足。一区から十二区までの区が成立。(12区)
- 1950年1月10日 - 西安市が陝西省より離脱し、直轄市の西安市となる。

#### 陝西省西安市（第2次）
- 1954年6月19日 - 西安市が陝西省に編入され、陝西省西安市となる。(9区)
  - 三区・六区および五区の一部が合併し、蓮湖区が発足。
  - 一区・二区・七区が合併し、碑林区が発足。
  - 四区および五区の残部・十区の一部が合併し、新城区が発足。
  - 八区・十一区が合併し、未央区が発足。
  - 九区が長安県の一部と合併し、雁塔区が発足。
  - 十区が長楽区に改称。
  - 十二区が長安県の一部と合併し、阿房区が発足。
  - 長安県の一部が分立し、草灘区・灞橋区が発足。
- 1955年7月 - 渭南専区藍田県・臨潼県の各一部が灞橋区に編入。(9区)
- 1956年7月2日 - 渭南専区藍田県の一部が灞橋区に編入。(9区)
- 1957年4月22日 (7区)
  - 未央区が新城区・蓮湖区に分割編入。
  - 長楽区が灞橋区に編入。
  - 草灘区が未央区に改称。
- 1957年7月 - 臨潼県の一部が灞橋区に編入。(7区)
- 1958年9月 - 長安県の一部が灞橋区に編入。(7区)
- 1958年11月4日 - 長安県・鄠県・臨潼県・藍田県を編入。(7区4県)
- 1958年11月 - 咸陽県の一部が未央区に編入。(7区4県)
- 1958年11月21日 - 長安県・高陵県の各一部が灞橋区に編入。(7区4県)
- 1959年3月 - 長安県の一部が阿房区に編入。(7区4県)
- 1960年5月20日 (4区4県)
  - 新城区が未央区・灞橋区に分割編入。
  - 蓮湖区が阿房区・雁塔区に分割編入。
  - 碑林区が雁塔区に編入。
- 1961年8月22日 (4区1県)
  - 鄠県が咸陽専区に編入。
  - 臨潼県・藍田県が渭南専区に編入。
- 1961年9月 - 咸陽専区咸陽市の一部が未央区に編入。(4区1県)
- 1962年4月7日 (7区1県)
  - 未央区・灞橋区の各一部が合併し、新城区が発足。
  - 阿房区・雁塔区の各一部が合併し、蓮湖区が発足。
  - 雁塔区の一部が分立し、碑林区が発足。
- 1963年6月 - 灞橋区の一部が咸陽専区高陵県に編入。(7区1県)
- 1965年9月20日 - 未央区・雁塔区・阿房区・灞橋区が合併し、郊区が発足。(4区1県)
- 1966年6月24日 (5区1市1県)
  - 咸陽専区咸陽市を編入。
  - 渭南専区臨潼県の一部が分立し、閻良区が発足。
- 1966年11月26日 (5区1市1県)
  - 新城区が東風区に改称。
  - 蓮湖区が紅衛区に改称。
  - 碑林区が向陽区に改称。
  - 閻良区が東紅区に改称。
- 1971年10月5日 - 咸陽市が咸陽地区に編入。(5区1県)
- 1972年4月14日 (5区1県)
  - 東風区が新城区に改称。
  - 紅衛区が蓮湖区に改称。
  - 向陽区が碑林区に改称。
  - 東紅区が閻良区に改称。
- 1979年11月16日 - 渭南地区臨潼県を編入。(5区2県)
- 1980年2月2日 - 郊区が分割され、未央区・雁塔区・灞橋区が発足。(7区2県)
- 1980年5月12日 - 臨潼県が渭南地区に編入。(7区1県)
- 1983年9月9日 - 渭南地区臨潼県・藍田県、咸陽地区戸県・周至県・高陵県を編入。(7区6県)
- 1997年6月25日 - 臨潼県が区制施行し、臨潼区となる。(8区5県)
- 2002年6月2日 - 長安県が区制施行し、長安区となる。(9区4県)
- 2014年12月13日 - 高陵県が区制施行し、高陵区となる。(10区3県)
- 2016年11月24日 - 戸県が区制施行し、鄠邑区となる。(11区2県)

## 施設

### 医療施設
- 最高等級（AAA）の病院
- 中国人民解放軍空軍軍医大学西京病院
- 中国人民解放軍空軍軍医大学唐都病院
- 中国人民解放軍空軍軍医大学口腔病院
- 西安市交通大学医学部一院
- 西安市交通大学医学部二院
- 西安市交通大学口腔病院
- 陝西省人民病院
- 陝西省漢方病院
- 陝西省第二人民医院
- 陝西省生殖保健センター
- 陝西省腫瘍病院
- 陝西省婦人幼保健院
- 陝西省結核防止院
- 西安市第一病院
- 西安市第四病院
- 西安市中心病院
- 西安市子供病院
- 西安市漢方病院
- 西安市鉄道センター病院
- 西安市赤十字病院
- 西安市胸科病院
- 西安市結核病院
- 西安市癌病院
- 西安市安病院
- 西安市精神衛生センター
- 陝西省武装警察総隊病院
- 中国人民解放軍三二三医院
- 中国人民解放軍四五一病院
- 西安市武装警察骨科病院

### 運動施設

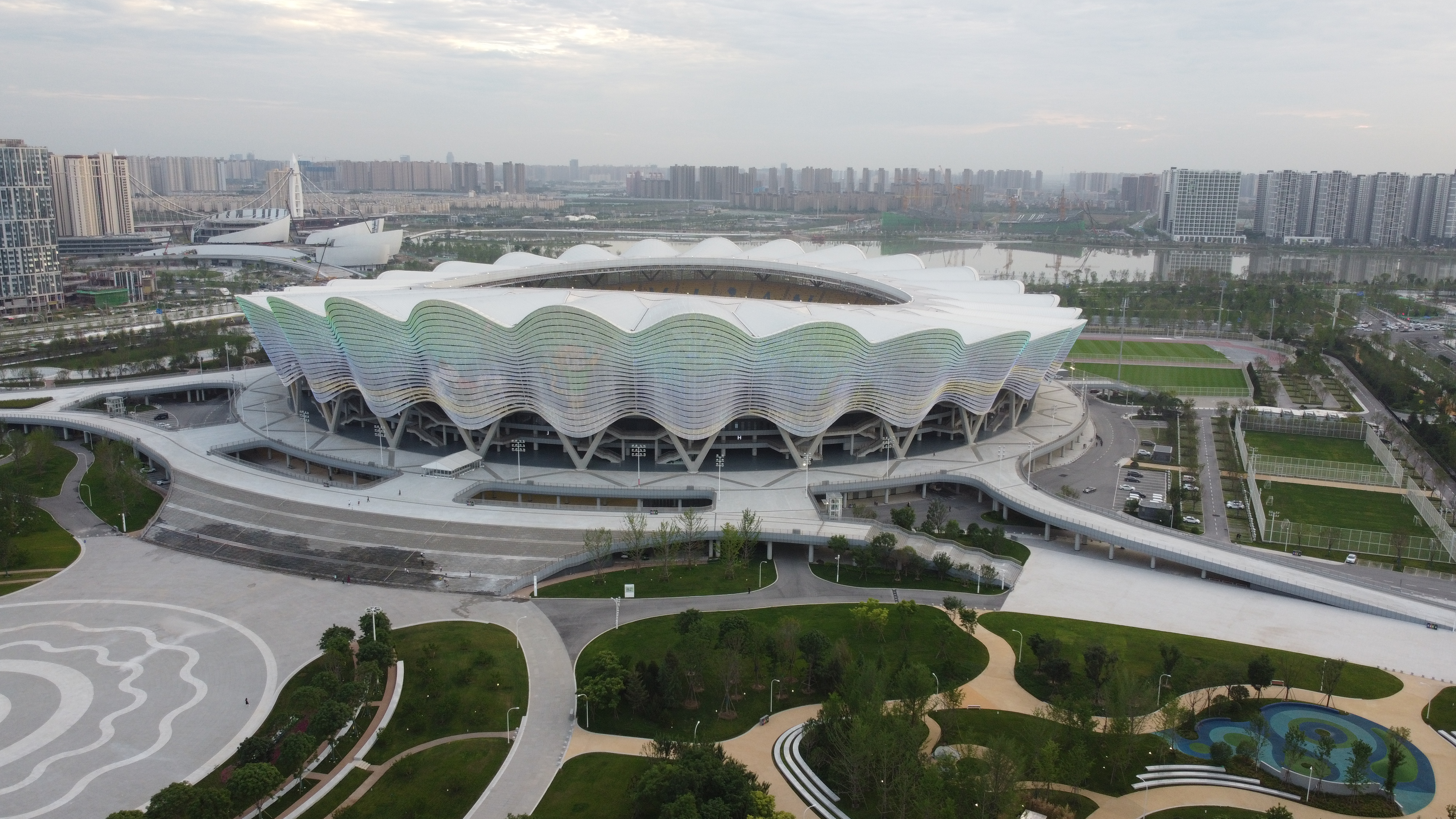
西安奥体中心

- 陝西省コカコーラ体育場
- 西安市体育場
- 西安奥体中心
- 曲江競技中心

## 対外関係

### 姉妹都市・友好都市
姉妹都市
- エディンバラ（イギリス）（1985年）
- ポー（フランス）（1986年）
- カンザスシティ（アメリカ合衆国）（1989年）
- エスファハーン（イラン）（1989年）
- ドルトムント（ドイツ）（1991年）
- ラホール（パキスタン）（1992年）
- 慶州市（大韓民国）（1994年）
- ヤシ（ルーマニア）（1994年）
- ドニプロ（ウクライナ）（1995年）
- コンヤ（トルコ）（1996年）
- カトマンズ（ネパール）（1996年）
- ブラジリア（ブラジル）（1997年）
- クスコ（ペルー）（1997年）
- カイロ（エジプト）（1997年）
- ケベック・シティー（カナダ）（2001年）
- 晋州市（大韓民国）（2004年）
- コルドバ（アルゼンチン）（2006年）
- ポンペイ（イタリア）（2007年）
- カラマタ（ギリシャ）（2009年）
- クエンカ（エクアドル）（2010年）
- サマルカンド（ウズベキスタン）（2013年）
- オルデンブルク（ドイツ）（2013年）
- マル（トルクメニスタン）（2014年）
- モンゴメリー（アメリカ合衆国）（2014年）
- ホバート（オーストラリア）（2015年）
- ギュムリ（アルメニア）（2015年）
- クラグイェヴァツ（セルビア）（2016年）

友好都市
- 京都府京都市（日本）（1974年）
- 奈良県奈良市（日本）（1974年）
- 千葉県船橋市（日本）（1994年）
- 福井県小浜市（日本）（2004年）

### 領事館
- 在西安大韓民国領事館
- 在西安タイ王国領事館
- 在西安カンボジア王国領事館
- 在西安マレーシア領事館
- 在西安カザフスタン共和国総領事館

## 経済
西安市は1992年7月に開放都市に指定されて以来、ユーラシア大陸の連絡路として中国西部最大の都市となっている。
改革開放以前も西安は中国経済で重要な地位を占めてきたが、近年はその経済発展に翳りが見える。
その原因としては西安の工業に占める重工業の割合が非常に高く、国防産業などの特殊工業に依拠しており、軽工業や技術開発力を軽視した工業政策の結果である。
近年は、高新技術産業開発区、経済技術開発区、曲江新区、滻灞生態区、閻良国家航空高技術産業基地の「四区一基地」を設置し、先端技術の開発と産業転化を推進する経済政策が採用されている。

## 情報・通信

### マスメディア

#### 放送局
テレビ放送
- 西安電視台
- 陝西広播電視台

## 教育

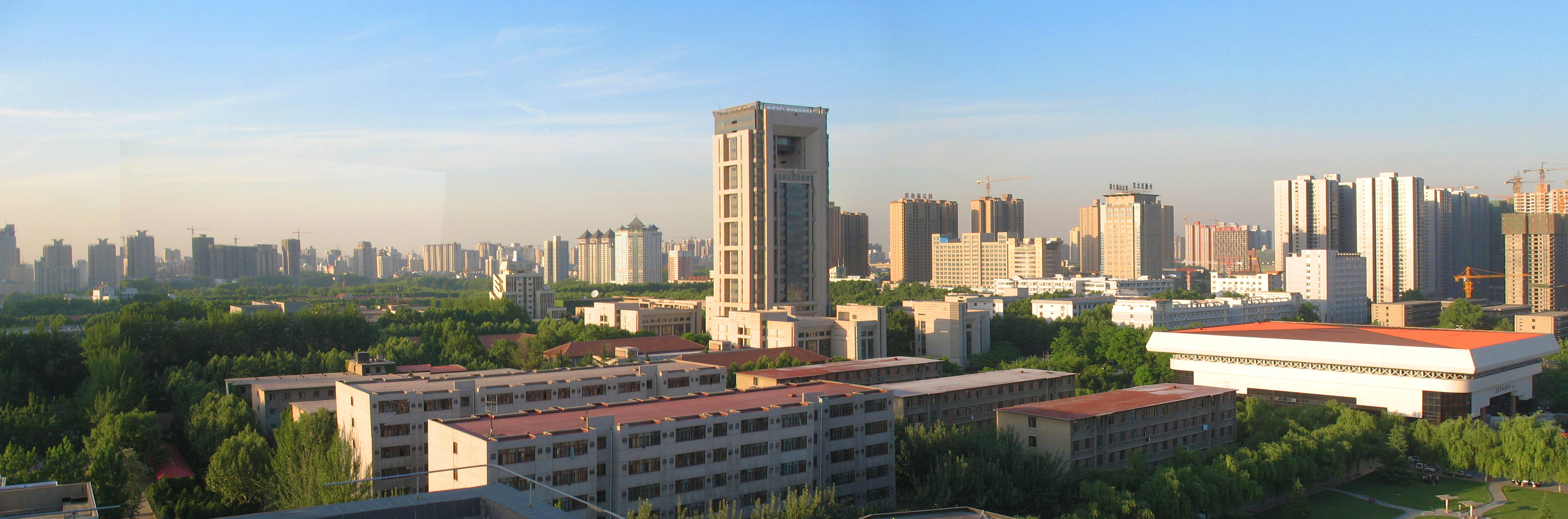
西安交通大学

### 大学
- 西北大学
- 西北工業大学
- 西北政法大学（中国語版）
- 西安交通大学
- 西安電子科学技術大学
- 西安工科大学
- 西安科学技術大学
- 西安理工大学
- 西安建築科学大学
- 西安外国語大学
- 西安郵便大学
- 西安石油大学
- 西安放送大学
- 西安財務大学
- 西安医科学院
- 西安外事学院
- 西安文理学院
- 西安航空学院
- 西安音楽学院
- 西安体育学院
- 西安美術学院
- 長安大学
- 陝西師範大学
- 陝西科学技術大学
- 陝西学前師範学院
- 中国人民解放軍第4軍医大学
- 中国人民解放軍エアフォース大学
- 中国人民解放軍ロケット軍工学大学
- 中国人民解放軍空軍西安飛行学院
- 中国人民解放軍西安政治学院
- 中国人民解放軍西安通訊学院
- 中国人民解放軍西安陸軍学院
- 中国人民武装警察部隊工学大学
- 中国人民武装警察部隊西安指揮学院

## 交通
西安は中国西部と中部経済圏の接点にあたり、北西部から沿岸地域に向かう玄関口となっている。このため西安は各種交通機関の中国西部地区おける要衝となっている。

### 空路

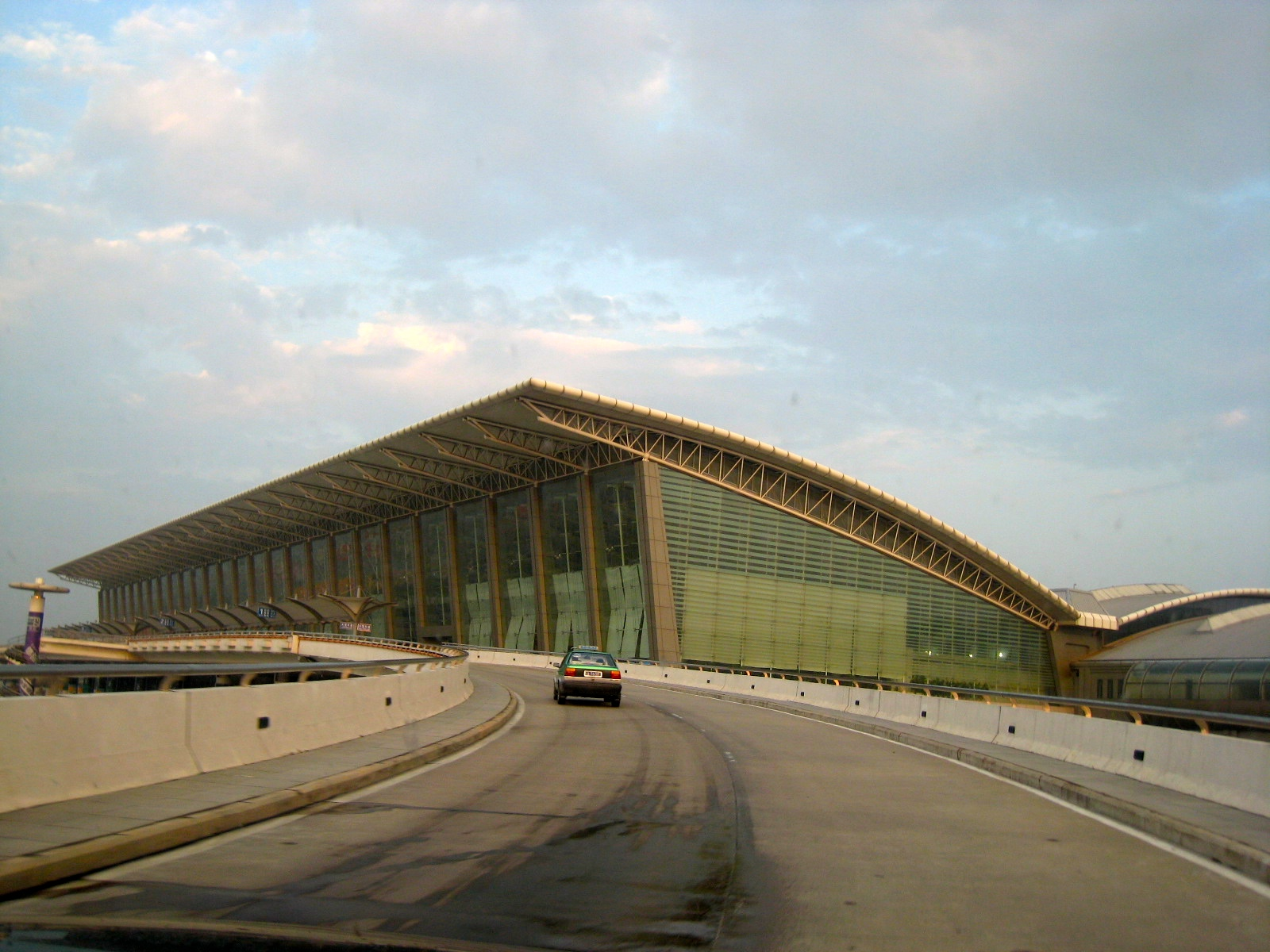
西安咸陽国際空港

市街地から北西へ40kmの距離の咸陽市域に民航総局が規定した七大ハブ空港の一つである西安咸陽国際空港が位置咸陽市渭城区が運行され中国国内において北京、広州、上海と共に四大空港に数えられている。現在工事完成。2017年9月の情報によると、西安咸陽国際空港には3つのターミナルビルがあり、T1ターミナルビル、T2（国内）ターミナルビル、T3（国内および国際）ターミナルビルの合計35万平方メートル。2本の滑走路があり、それぞれ3000メートル、3800メートルの長さである。係留機位置127ヶ所、搭乗橋44ヶ所、貨物ターミナル2万5000平方メートル;ピーク時の旅客取扱量1万人、年間旅客取扱量5000万人、郵便取扱量40万トンの運行ニーズを保証する。咸陽空港は、国内外の62の航空会社と航空業務の取引を行っており、通航都市は171ヵ所で、国内外の航空路線は313便で運営されている。2017年9月1日から、西安咸陽国際空港で「便利で旅に出る」サービスが正式にスタートする。咸陽北京空港ターミナル3到着ロビーに搭乗した国内のすべての経出発できる旅客西部空港wechat公衆号を通じて、各航空会社の携帯アプリで「電子観光フライト」、第二世代身分証明や航空会社の公式を持って「電子観光フライト」が直接搭乗手続きを、必要再値机コーナー換開紙のフライトに安全検査を通じて、直接の搭乗口。搭乗に観光が実現飛行機。
また、「便利で旅に出る」サービスは当面、国際便への搭乗者には含まれない。また、T3便の国内往復航空便への搭乗客には、次の段階の他の空港への不便を避けるため、紙の搭乗証明書による搭乗を依然として勧めている。旅客専用カウンターで搭乗手続きをしなければならない。
2017年9月4日から、西安咸陽国際空港が自主的に出国通関サービスを提供する。出入国証件の資料と生物の特徴を手に入れ、コンピューターシステムが自動的に旅客と証明書のデータを照合・分析する作業を自動化する。サイドカーの前で、出国者はスキャンエリアに住民登録証を押せば、案内に従って指紋を押せば、自動顔認識をした後、出国検査の手続きを終えた。
空港バス
2017年7月25日から、西安咸陽国際空港バスによる新たな運行路線が実施され、西安市の統一料金は25元、咸陽市の統一料金は15元。

### 道路
西安市街を中心に「米」字形に放射状に整備されているが、環状方向への建設が計画され利便性を向上させている。
西安市の2環路は都市建成区の中心部に位置し、全線は西安市中心部の鐘楼から5.6キロ、全長34.04キロ。このうち、南二環区10.79キロ、東二環7.55キロ、西二環区5.23キロ、北二環路10.47キロ、道路の幅50 - 100メートル、速度時速70キロで、都市高速幹線道路の設計を行っている。
西安市の3環路全長89.7キロ、時速40 - 120 km、西安市未央区を越え、灞橋区、雁塔区、高新区、経開区、長安ニュータウン、滻灞団地、件余りの都市の主要街道を連結し、210、108、312と、おもわず三条の国道と西禹、西銅、西柞、西漢、西宝、西潼、空港高速、西安環状高速など8つの高速道路を見交わす。
国道
- G108国道
- G210国道
- G211国道
- G310国道
- G312国道

高速
- G3001高速（環状高速）
- G5高速
- G30高速
- G40高速
- G65高速
- G70高速

### 鉄道

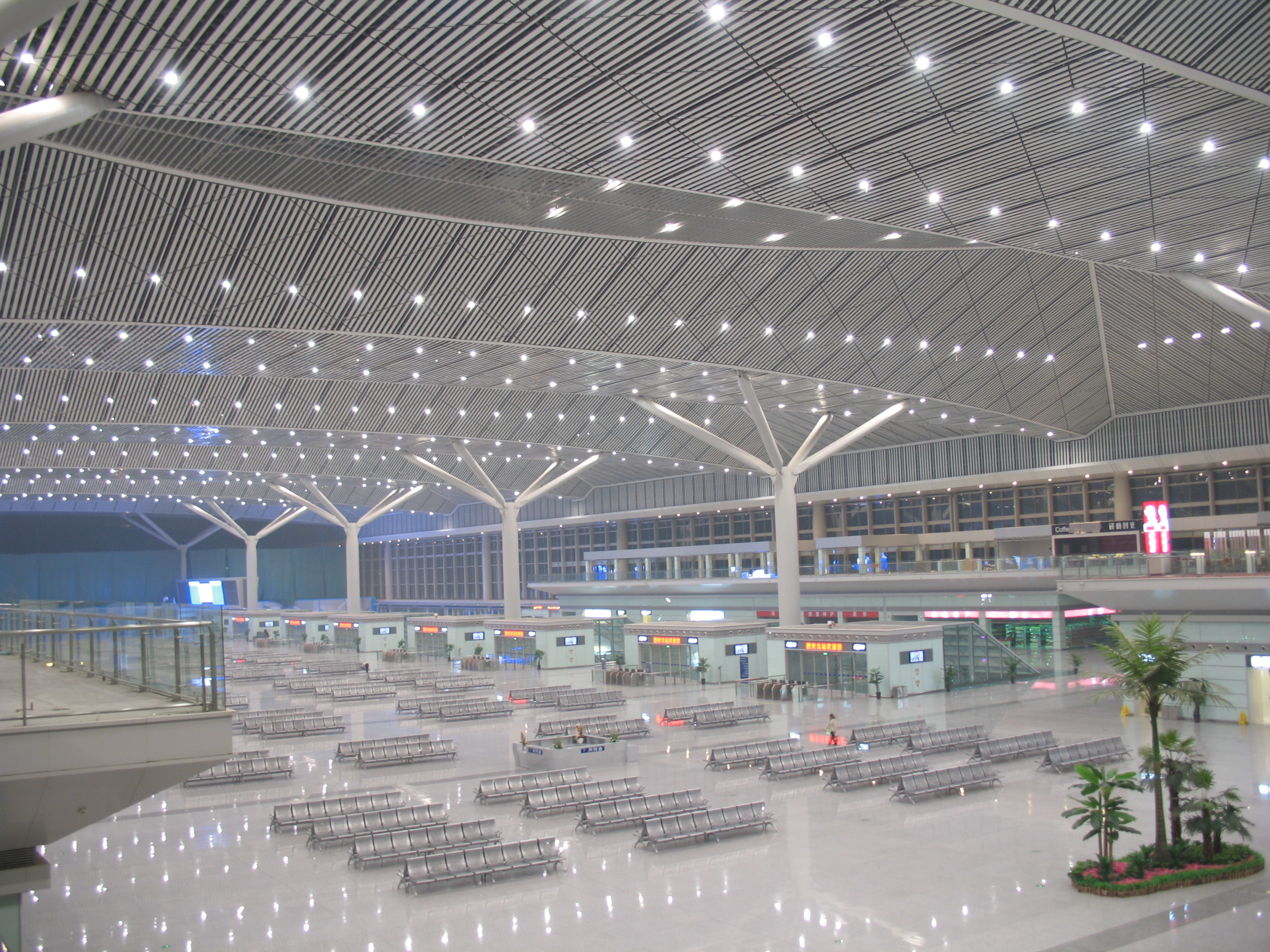
国鉄西安北駅

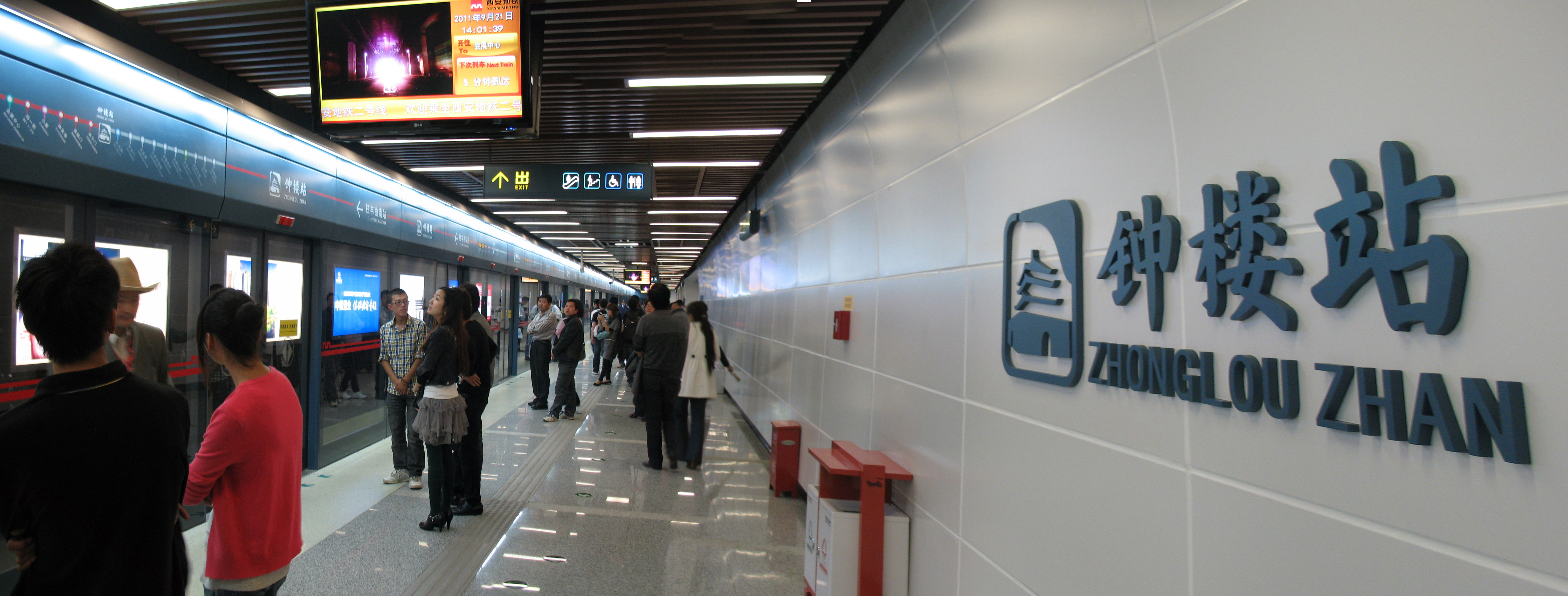
西安地下鉄の鐘楼駅。駅名は顔真卿の楷書。

2005年に西安駅が初めて年間乗降客数上位5位以内に入った。西安駅は最大で約200本の列車が発着するようになり、その中には「和諧号」高速列車も含まれていた。その後34億人民元を投資した西安北駅の改修工事が完成し、西安駅の3倍以上の規模の高速列車中心の駅となり「和諧号」高速列車は西安北駅に移された。西安北駅は中国の高速鉄道網の中心駅の一つとなっている。アジア最大の旅客駅になるとしている。
西安地下鉄は、9路線が開通しており、最終的には20路線計画されている。
鉄道路線
中国国鉄
在来線
- 隴海線
- 寧西線
- 西康線
- 侯西線（中国語版）
- 包西線
- 西延線（中国語版）

高速線 200-350km/h
- 徐蘭旅客専用線
- 大西旅客専用線
- 西成旅客専用線
- 銀西旅客専用線（中国語版）
- 西康旅客専用線（建設を承認した）

西安地下鉄
- 1号線
- 2号線
- 3号線
- 4号線
- 5号線
- 6号線
- 7号線（計画中）
- 8号線（建設承認）
- 9号線
- 10号線（建設承認）
- 11号線（計画中）
- 12号線（計画中）
- 14号線
- 15号線（建設承認）
- 16号線
- 17号線（計画中）
- 18号線（計画中）
- 19号線（計画中）
- 20号線（計画中）
- 21号線（計画中）
- 22号線（計画中）
- 23号線（計画中）

### バス
現在250路線余りが開設され、終夜運転路線4路線が含まれている。大部分の路線で非接触型ICカードが導入され、ICカード利用客は割引料金での乗車となっている。
1路 6:30─20:00
西鉄小区──起重機廠
西鉄小区─大明宮街辦─南康新村─南康新村西門─城北客運站（城北ターミナル）─文景立交西─中聯家居─朱宏路─福迪汽貿─朱宏路機電市場─大白楊村─未央宮街辦─李下壕村─灃恵路─安美居─任家口─西開公司─絲綢群雕（シルクロード群雕）─麺粉廠─城西客運站（城西ターミナル）─漢城路─西鈔広場─制薬廠─鍋爐廠─起重機廠
2路 6:00─20:30
辛家廟公交枢紐站──特警支隊
辛家廟公交枢紐站─辛家廟西村─井上村─太元路─大明宮含元殿─大明宮国家遺址公園─大華・1935─太華路─大明宮─丹鳳門─生産路─西閘口─北関─西鉄職院─自強小区 ─紙坊村─小北門（尚武門）─習武園─洒金橋─玉祥門─潘家村─労働路─家世界─団結東路─豊鎬東路─錦園小区─桃園路─西桃園─新桃園─特警支隊
4路 6:00─24:00
西安美科専修学院──幸福中路 
西安美科専修学院─豊慶路西段─錦園小区─灃鎬東路─西稍門（安定門外）─南小巷─西門（安定門）─橋梓口─広済街─鐘楼─北大街─北新街─革命公園─五路口─朝陽門─安仁坊─康復路─聖栄広場─軽工市場─万年路─公園北路─康楽路北口─万寿路─韓森寨─幸福中路
5路 6:00─24:00
南三環電子正街枢紐站──火車站（西安駅）
南三環電子正街枢紐站─双橋頭─紫薇城市花園─北山門─電子二路─省博愛医院─東儀路─含光路南口─朱雀大街青松路口─西八里村─医学院─子午路─小寨─翠華路─雁塔西路東口─大雁塔南広場─雁引路─大雁塔─賽格電脳城─東新科貿電脳城─李家村─建東街─和平門─大差市─民楽園─五路口─火車站（西安駅）
6路 6:00─20:30
怡園路北口──火車站西（西安駅西）
怡園路北口─悦園路北口─錦業二路─中興通訊─南三環─錦業路─省游泳中心─西万路口─木塔寨─市建四公司─電子二路西口─電子商城─沙井村─西斜七路─公交五公司─西斜六路─太白路立交─辺家村─黄雁村─張家村─含光門─朱雀門─南門（永寧門）─鐘楼南─北大街─北門（安遠門）─西閘口南口─火車站西（西安駅西）
7路 6:00─24:00
王家墳──西門（安定門）
王家墳─公交二公司─万寿路─韓森寨─緯什街─経二路─火炬路─金花南路─交大商場─交大電脳城─興慶公園─南郭門─建国門─省委招待所─大差市─端履門─鐘楼─広済街─橋梓口─西門（安定門）

## 観光

### 名所旧跡

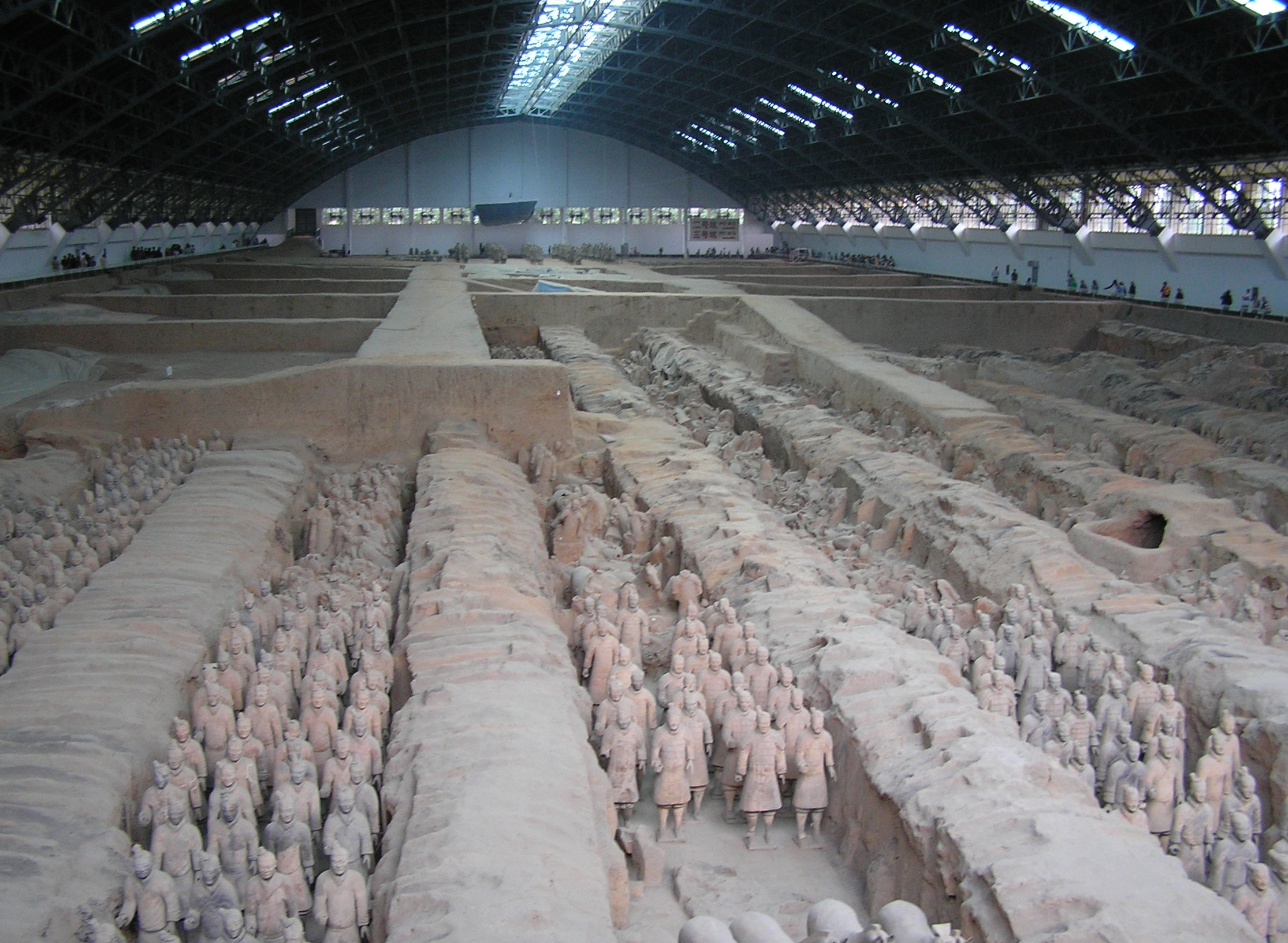
兵馬俑

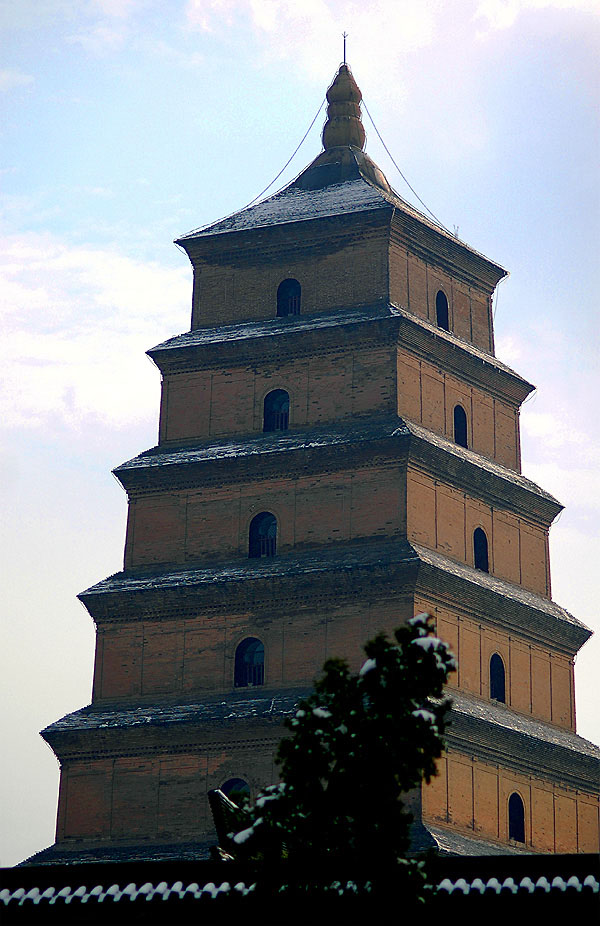
大雁塔

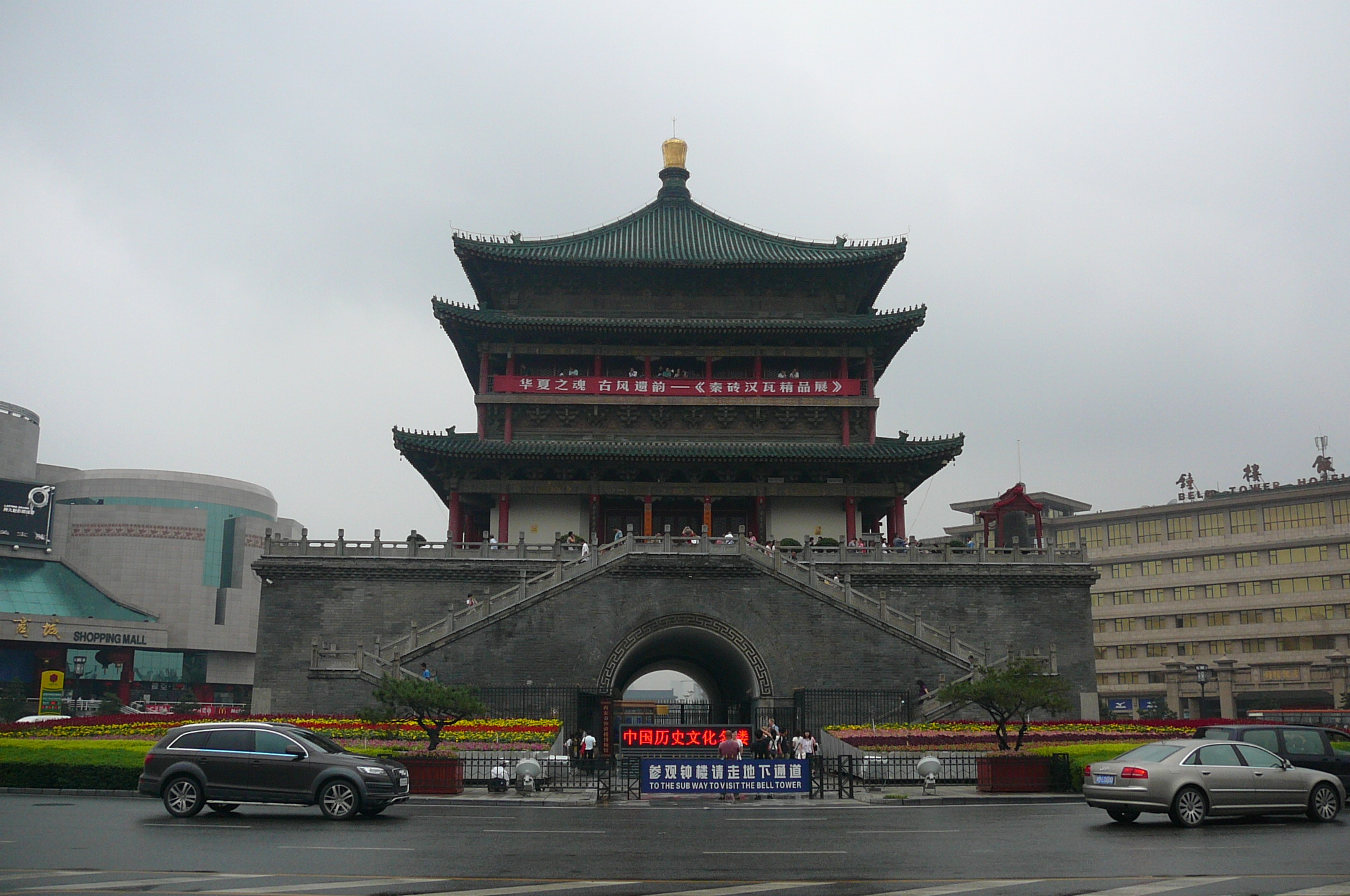
西安鐘楼

#### 市中心部
- 西安碑林博物館（碑林区）
- 大慈恩寺（雁塔区）- 境内の大雁塔は世界遺産[注 1]
- 西安博物館と旧大薦福寺（碑林区）- 旧境内の小雁塔は世界遺産[注 1]
- 回民街（イスラム街）（蓮湖区）- イスラム教徒である回族やウイグル族などが居住しており、清真料理のレストラン・食堂が並び、複数のモスクがある。
  - 大清真寺（化覚巷清真寺）（蓮湖区） - 西安を代表するモスク。
  - 大学習巷清真寺（蓮湖区）
- 広仁寺（蓮湖区）- 西安唯一のチベット仏教寺院。
- 大明宮遺跡 - 世界遺産[注 1]（新城区）
- 鐘楼（蓮湖区）
- 鼓楼（蓮湖区）
- 明代城壁（蓮湖区・碑林区・新城区）
- 環城公園（蓮湖区・碑林区・新城区）
- 興慶宮公園（興慶宮遺跡）（碑林区）
- 青龍寺（雁塔区） - 空海が恵果から真言密教を受け継いだ寺院。
- 大興善寺（雁塔区）
- 八路軍西安弁事所紀念館 - 西安事件を受けた国共合作成立後の中国共産党側の事務所跡。
- 陝西省歴史博物館（雁塔区）

#### 咸陽市
（これらは行政上は咸陽市に属するが、一般的な西安観光のコースにも含まれているためここにも記す）
- 秦朝都城、咸陽（秦都区）
- 唐朝陵墓群
  - 高宗と則天武后合葬の乾陵及び陪葬墓（乾県）
  - 太宗の昭陵及び陪葬墓（礼泉県）
  - 章懐太子墓（唐代壁画古墳）（乾県）
  - 永泰公主墓（唐代壁画古墳）（乾県）
  - 懿徳太子墓（唐代壁画古墳）（乾県）
  - 順陵（則天武后の母の陵墓）（渭城区）
- 漢朝陵墓群
  - 景帝の漢陽陵（渭城区）
  - 武帝の茂陵（興平市）
- 楊貴妃墓（興平市）
- 大仏寺（石窟寺院） - 世界遺産[注 1]（彬州市）

#### 東郊
- 半坡博物館（半坡遺跡）（灞橋区）
- 華清池（臨潼区）
- 秦始皇帝陵 - 世界遺産（臨潼区）
- 秦始皇兵馬俑博物館（臨潼区） - 世界遺産
- 鴻門宴遺跡（臨潼区）
- 驪山（臨潼区）
- 華山（渭南市華陰市）

#### 西郊
- 法門寺（宝鶏市扶風県）

#### 南郊
- 楼観台（道教）（長安区）
- 秦嶺 太白山（周至県）
- 終南山（長安区）
- 翠華山（長安区）
- 興教寺（長安区）- 玄奘三蔵らの舎利塔は世界遺産[注 1]
- 香積寺（長安区）

#### 北郊
- 阿房宮遺跡（未央区）
- 漢・長安城遺跡（未央区）
- 未央宮遺跡 - 世界遺産[注 1]（未央区）
- 未央湖（未央区）

## 文化

### 宗教

#### 仏教
仏教は、前漢末に西安に伝来し、以来1900年以上の歴史を持つ。2012年までに西安には仏教寺院が100カ所あまり、僧侶は約700人、信者約8万人がいる。中国と東南アジアに影響を及ぼす八大宗派の中で、6つの宗派の祖庭が西安市にある（三論宗祖庭草堂寺、法相宗祖庭大慈恩寺、密宗祖庭大興善寺、華厳宗祖庭華厳寺、律宗祖庭浄業寺、浄土宗祖庭香積寺）。唐代の804年、日本の空海大師は長安に来て仏教を学び、また中国文化を学び、中日民間交流の友好の使者と称されている。青竜寺、大薦福寺、至相寺、仙遊寺、チベット仏教寺院の広仁寺など、歴史的にも大きな影響を及ぼした。

#### 道教
道教は1800年余りの歴史がある。2016年の時点で、西安には道教宮観27カ所があり、道教の職業人約200人、信者約5万人がいる。大きな影響を及ぼす宮観は、周至県楼観台（道教の発祥地の一つ）、西安八仙宮、重陽宮（この宮は、道教の全真派の祖庭で、鄠邑区祖庵鎮）、臨潼区驪山老母殿、鄠邑区財政神劉海故里、鄠邑区鍾馗遺跡がある。

#### キリスト教
キリスト教は1300年以上の歴史を持っている。キリスト教が大量に流入し、大きな発展を遂げるのは1840年のアヘン戦争以降であった。2016年までに、西安にはキリスト教の礼拝堂が138カ所、教師372人、信者8万3千人がいる。影響の大きいキリスト教会には、南新街の礼拝堂、東新巷の礼拝堂などがある。
カトリック
2016年の時点で、西安にはカトリック教会が94カ所、教師297人。大きな影響を受けた教会は五星街天主教会、糖坊街天主教会、高陵区通遠鎮天主教会、周至県カトリック総堂、鄠邑区囲碁寨天主教会、鄠邑区北市天主大聖堂などで、秦嶺と鄠邑区内には西北の有名なカトリック朝聖の場所十字山などがある。

#### イスラム教
イスラム教が西安に伝わってきて、1300年以上の歴史がある。2016年までに、西安にモスク21ヶ所がある。影響の大きい寺としては、化覚巷モスク、大学習巷モスク、大皮院モスク、小皮院モスクなどがある。